# Château de Laye
Le château de Laye est un site français classé aux Monuments historiques (bâtiments et jardins), situé à Saint-Georges-de-Reneins (on le situe parfois à Arnas mais seule une partie du parc s'y trouve), il fut construit par la famille d'Épinay vers 1760. Il est situé au centre d'un vaste domaine dont les différents éléments sont remarquablement préservés.

## Descriptions

### L'intérieur
De la maison forte qui existait au Moyen Âge, demeurent les vastes salles voûtées sur lesquelles la famille d'Épinay a fait édifier la construction actuelle vers 1760 (École de Soufflot).
Le grand salon dit salon doré avec son décor, la salle à manger et le salon sont classés monuments historiques.

### L'extérieur et le parc
Le château est un édifice carré avec frontons qui se présente sous la forme d'un corps de bâtiment avancé et d'un grand perron à double révolution. Le château forme l'extrémité d'une grande cour fermée par cinq grilles (celles-ci sont également classées).
Il est séparé par une autre cour d'une grande chapelle (également du XVIIIe siècle) en pierres ocre du Beaujolais, étayée par douze contreforts.
Le parc remodelé dans le style romantique en 1853 par Paul de Lavenne de Choulot présente les caractéristiques des parcs "paysagers et agricoles" réalisés par ce créateur. Il s'étend sur 22 hectares et présente des vues très différentes en fonction des heures et des saisons. L'élément principal est une longue pièce d'eau présentant une partie romantique avec une île et une autre partie rectiligne bordée d'une double allée de platanes qui forment voûte au-dessus de l'eau. Des plantations botaniques et un potager le complètent. Le parc est classé depuis 1992 aux monuments historiques et est labellisé Jardin remarquable.

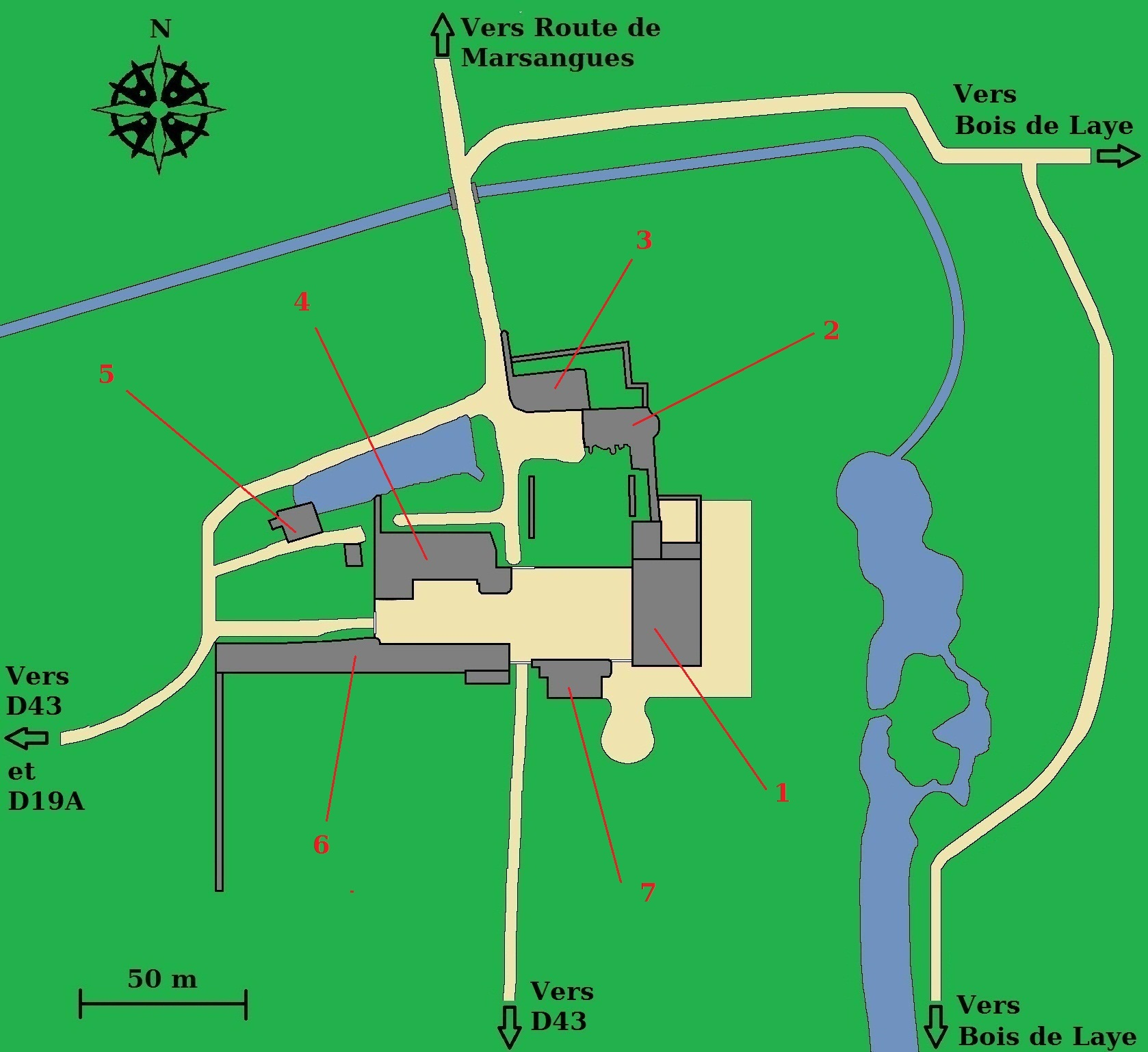
Vue aérienne du château et de la partie avoisinante du parc.

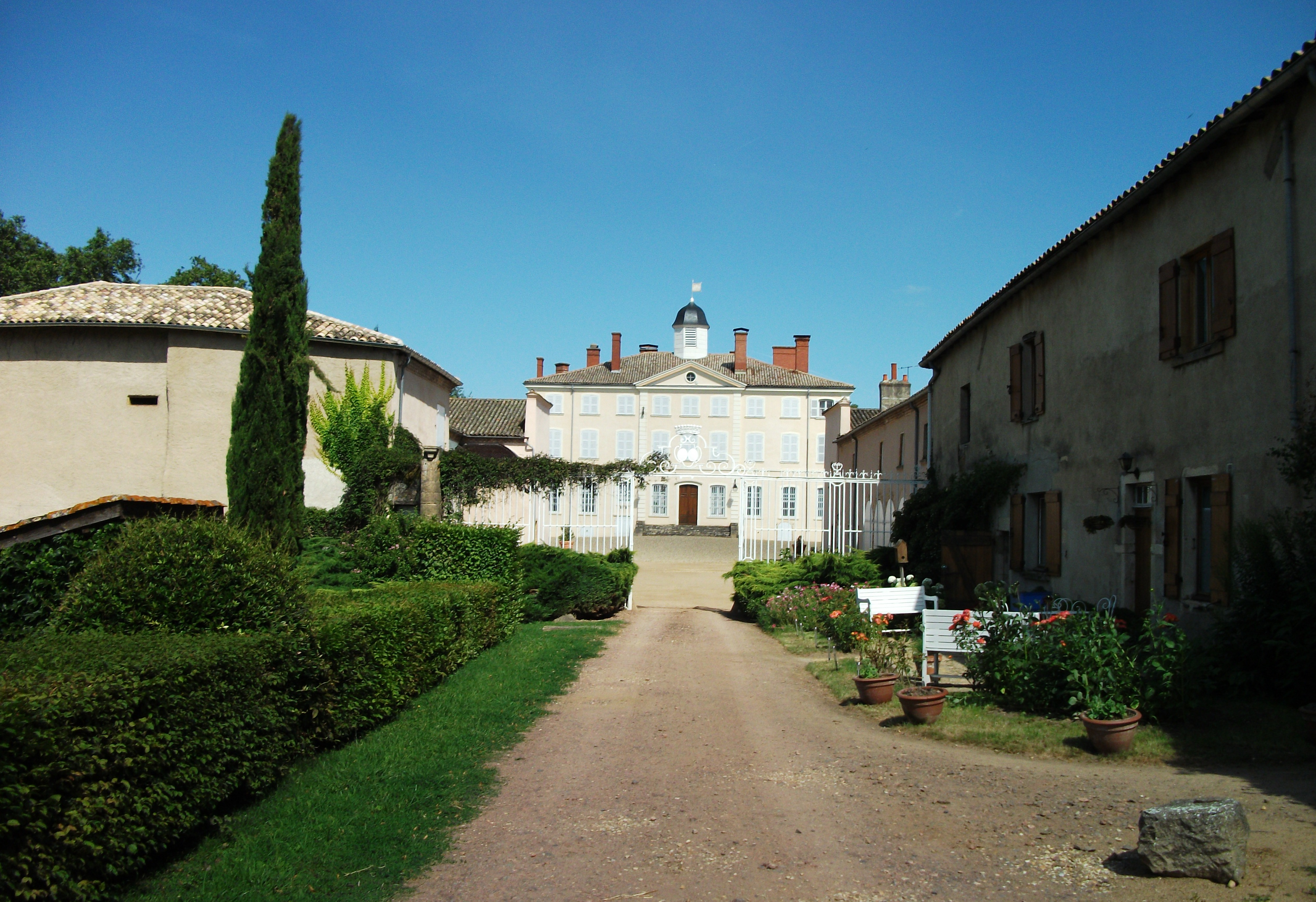
Vue de face du château (numéroté 1 sur la vue aérienne), à droite et à gauche deux dépendances (4 et 6).
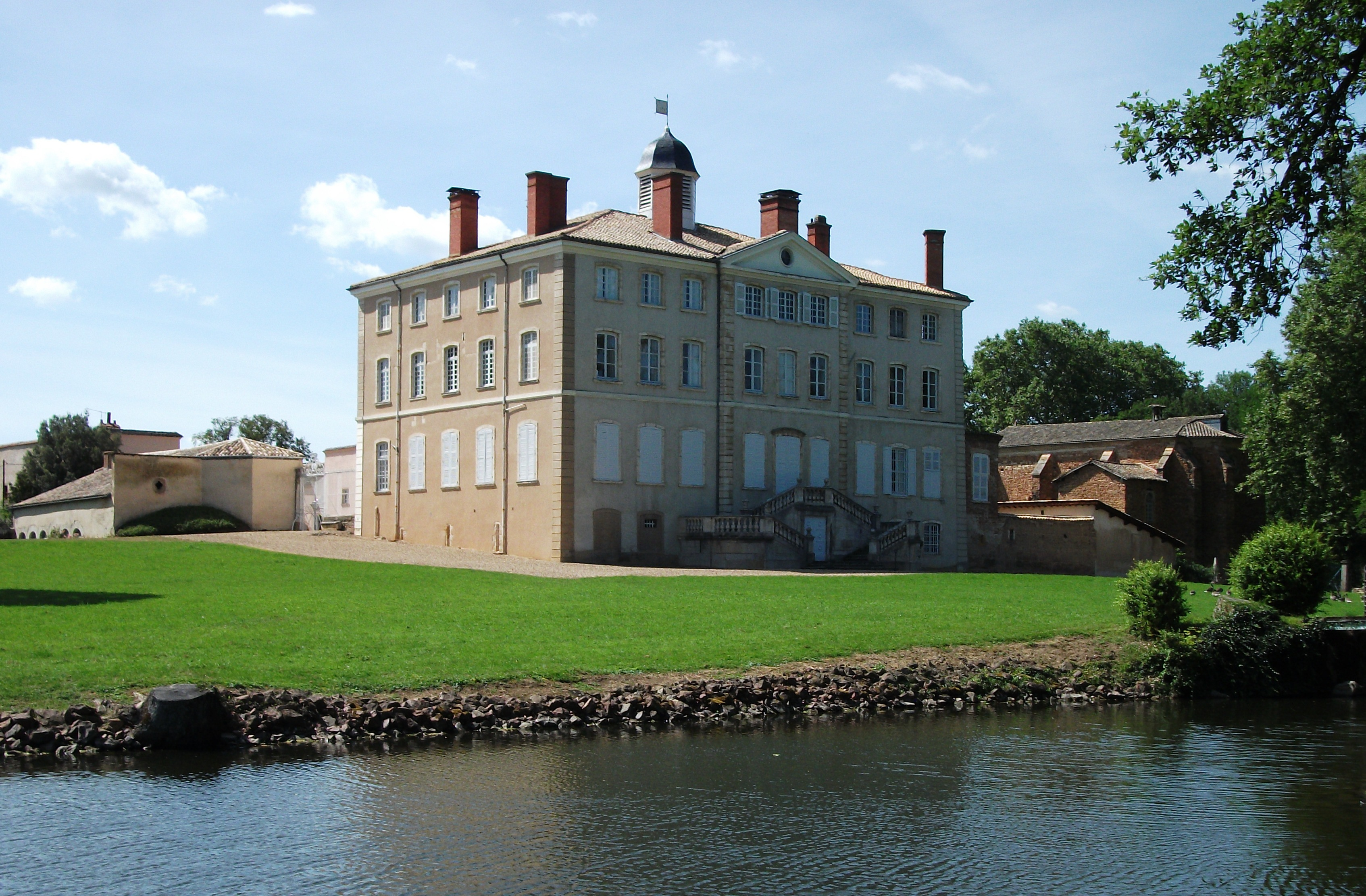
Vue de derrière du château, chapelle (2) sur la droite, bâtiment sur la gauche (7).
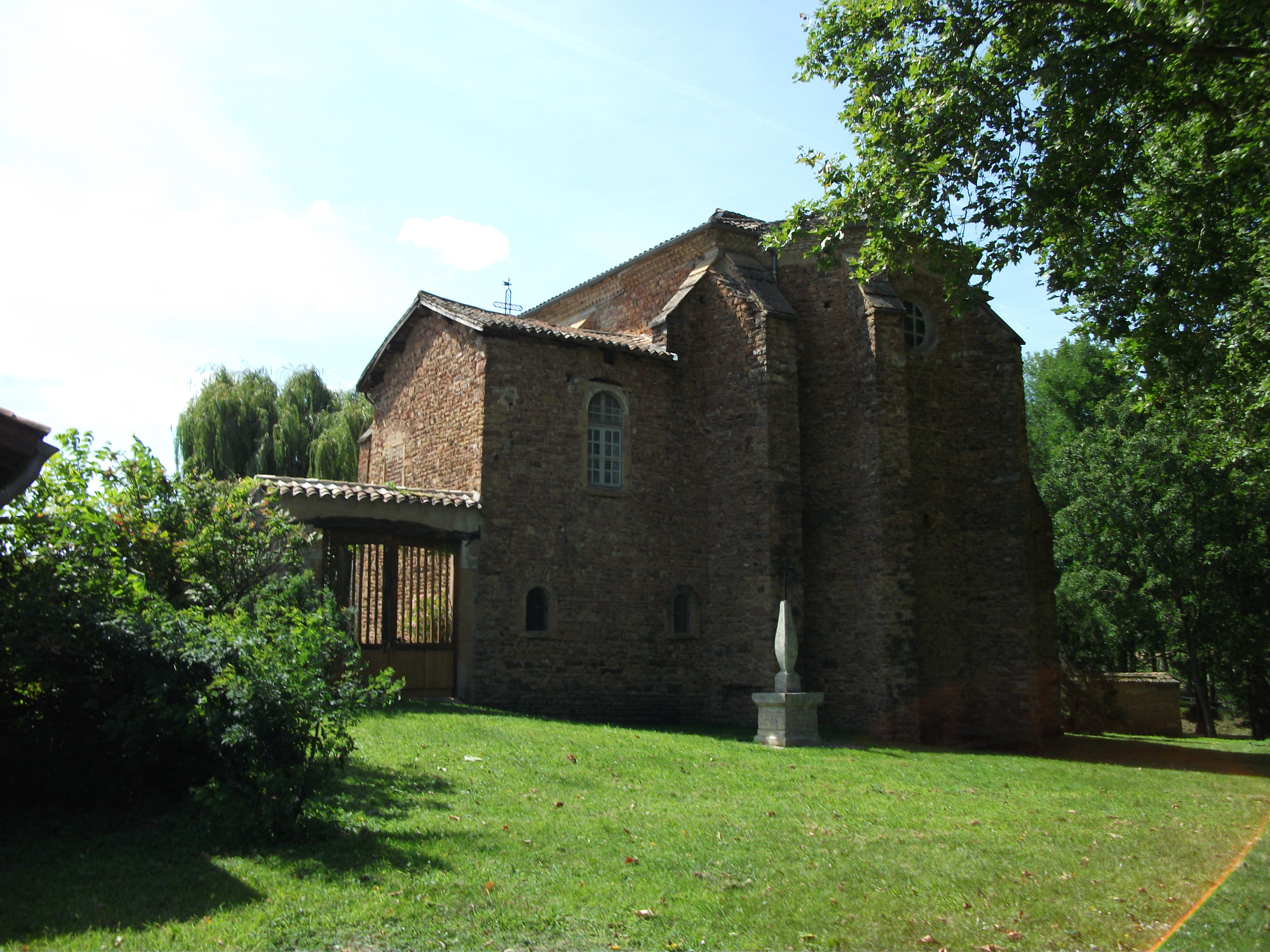
Vue de derrière de la chapelle.
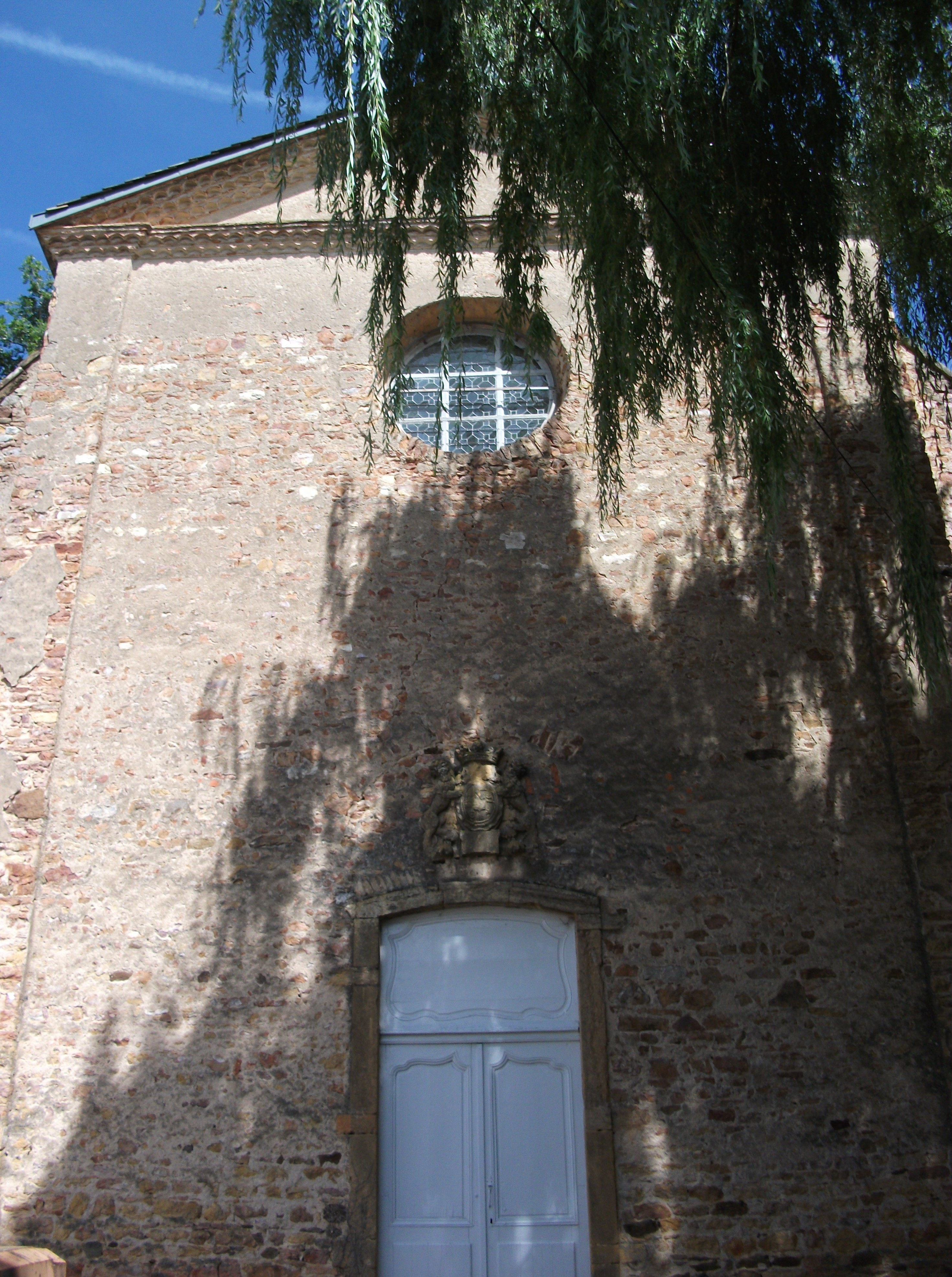
Vue de la façade de la chapelle.
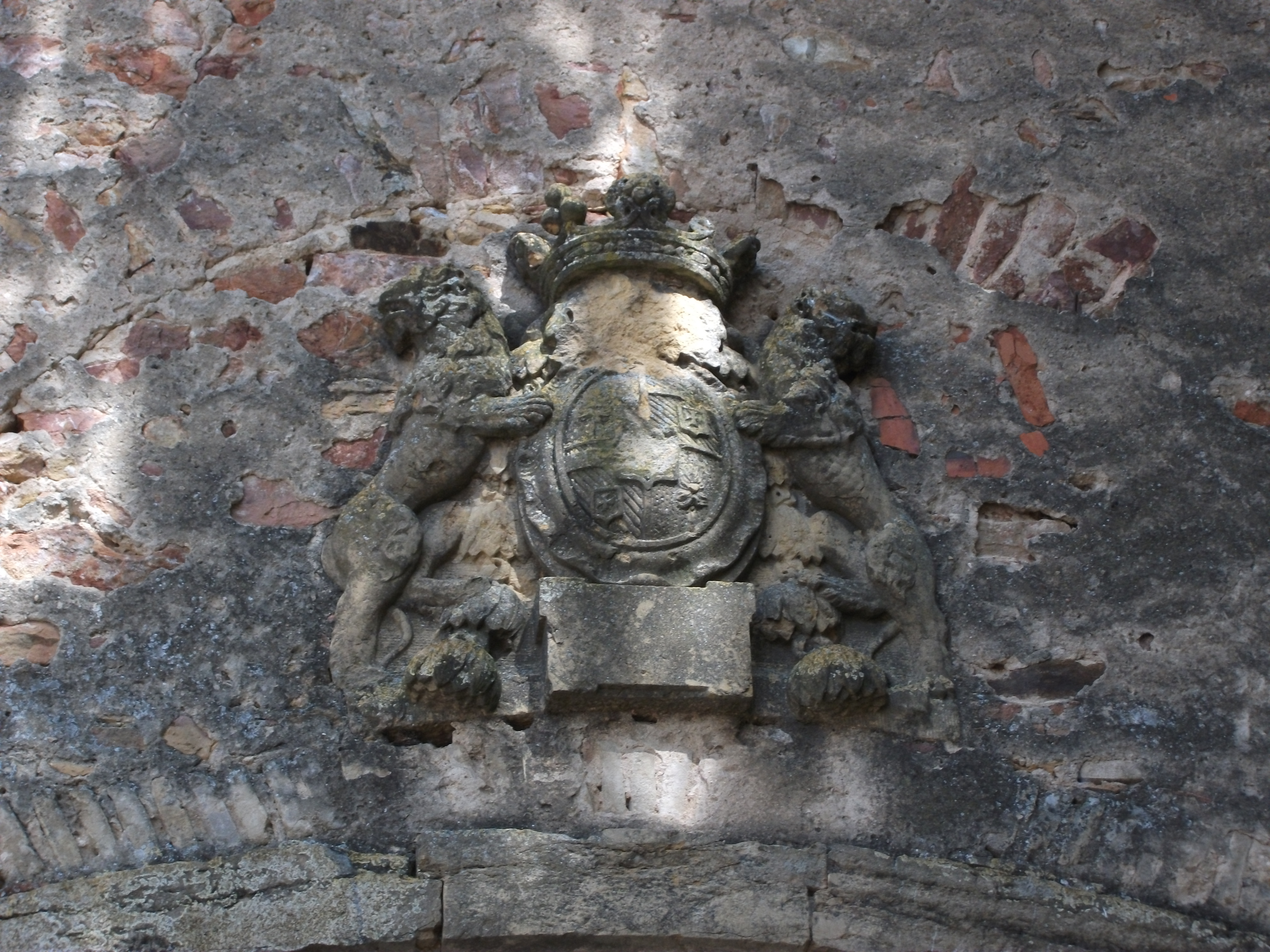
Vue de détail du blason de la façade de la chapelle.
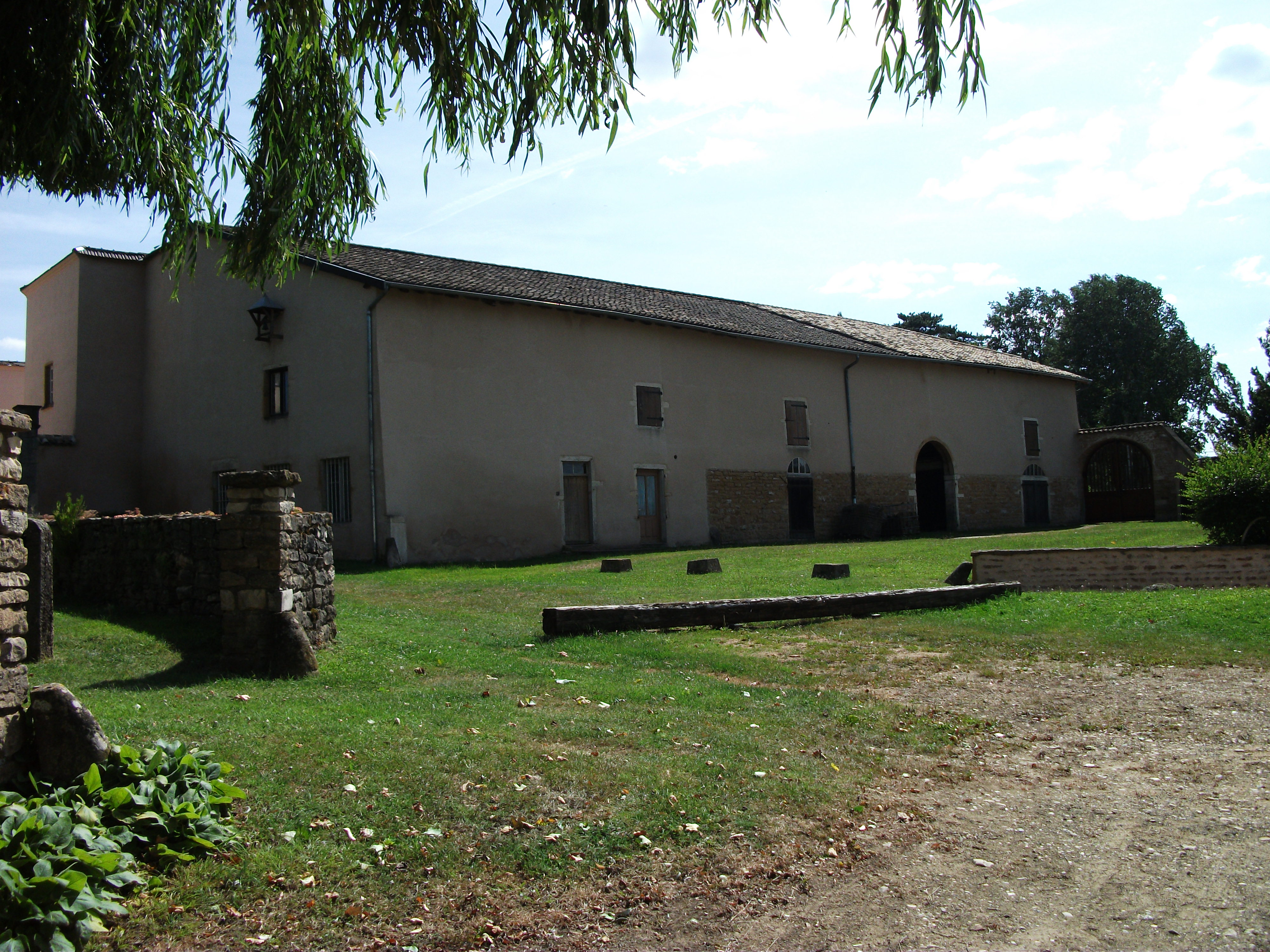
Vue d'un bâtiment (4).
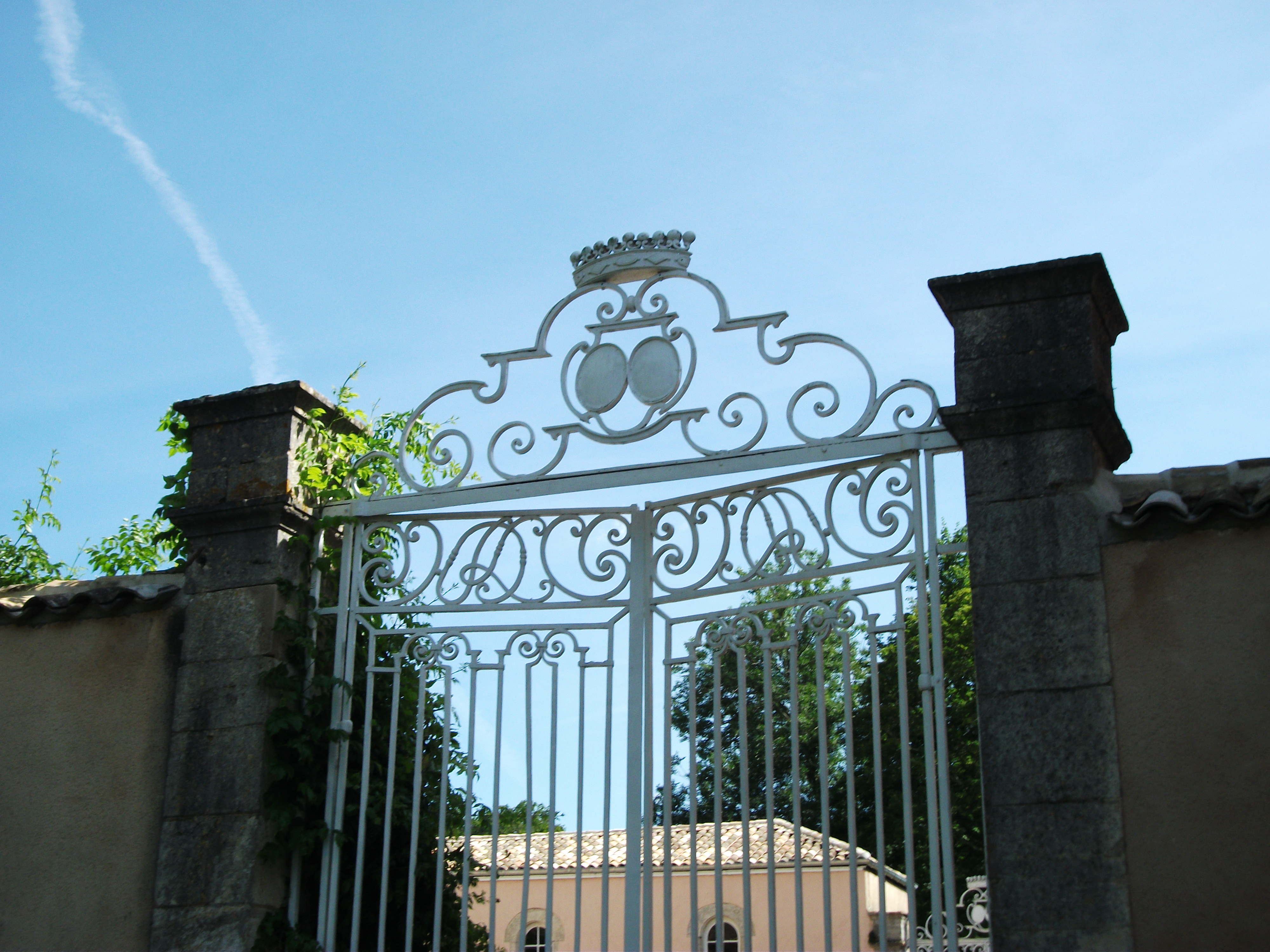
Vue de détail d'un des portails.

### Le bois de Laye
Le domaine comprend aussi un bois plus à l'est, le bois de Laye. L'ancien chemin d'accès au château dans cette direction mène, à travers le bois, à la D 306 (ancienne route nationale 6) et aux deux pavillons dits des Tournelles (qui sont aussi classés aux Monuments historiques).
Sur ce sentier se trouve aussi une stèle à la mémoire d'une habitante du hameau des Tournelles exécutée par les Allemands en 1944. Sur celle-ci on peut lire :
"Ici le 24 août 1944, Madame Lièvre, Fermière aux Tournelles tomba sous les balles Allemandes."

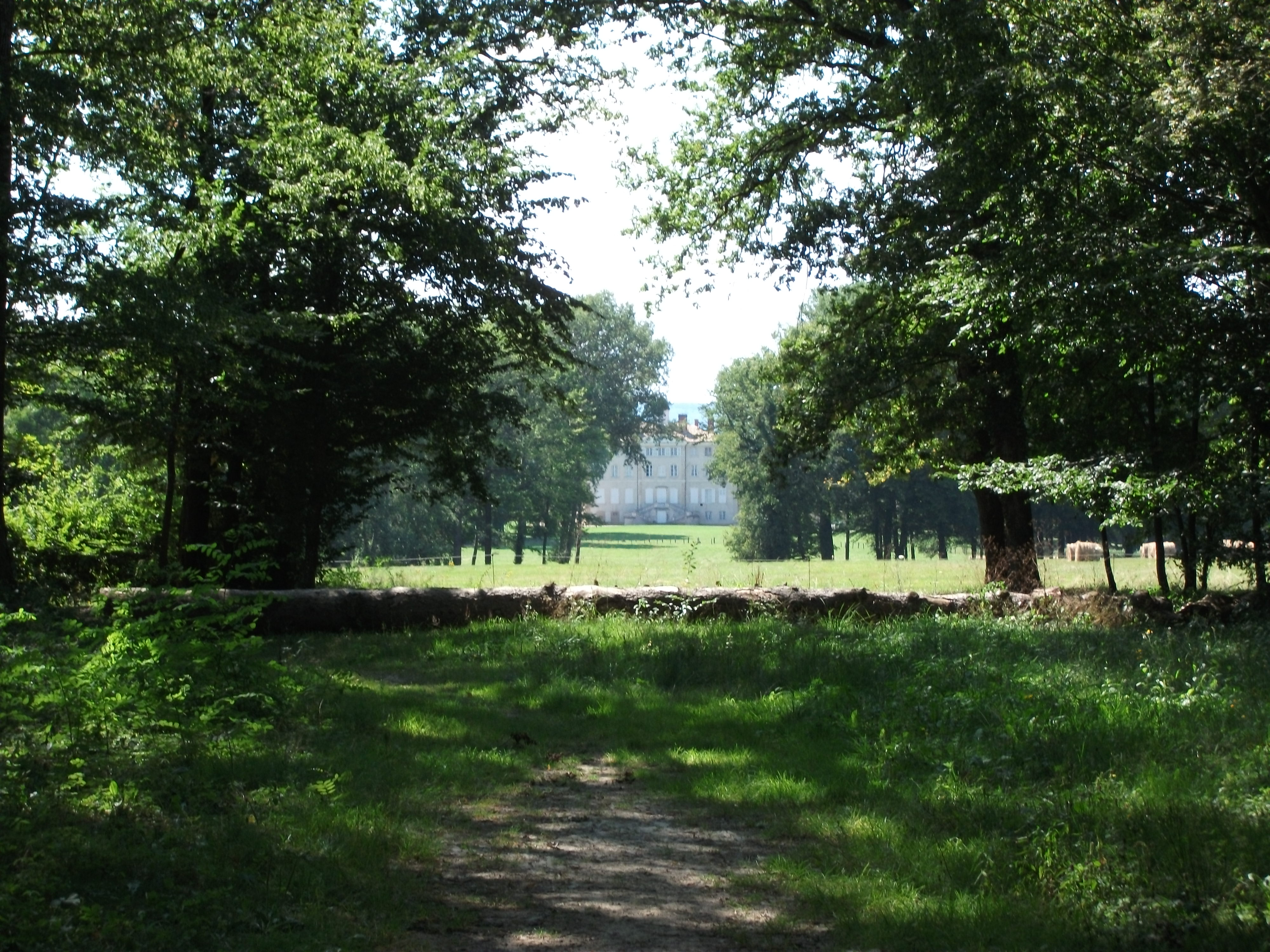
Vue de derrière du château depuis l’orée du bois.
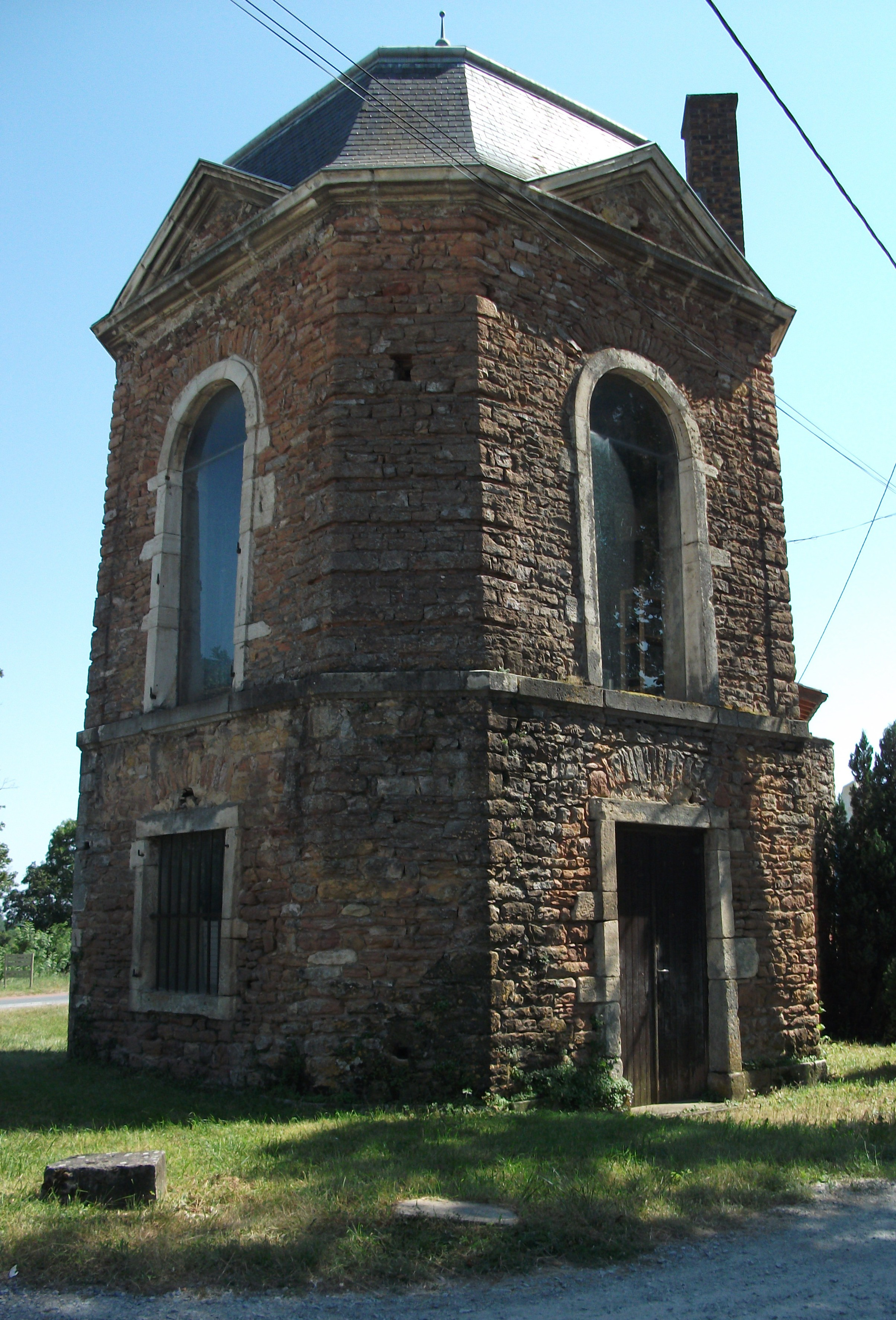
L'un des deux pavillons des Tournelles au bord de la D 306 (le plus au sud).
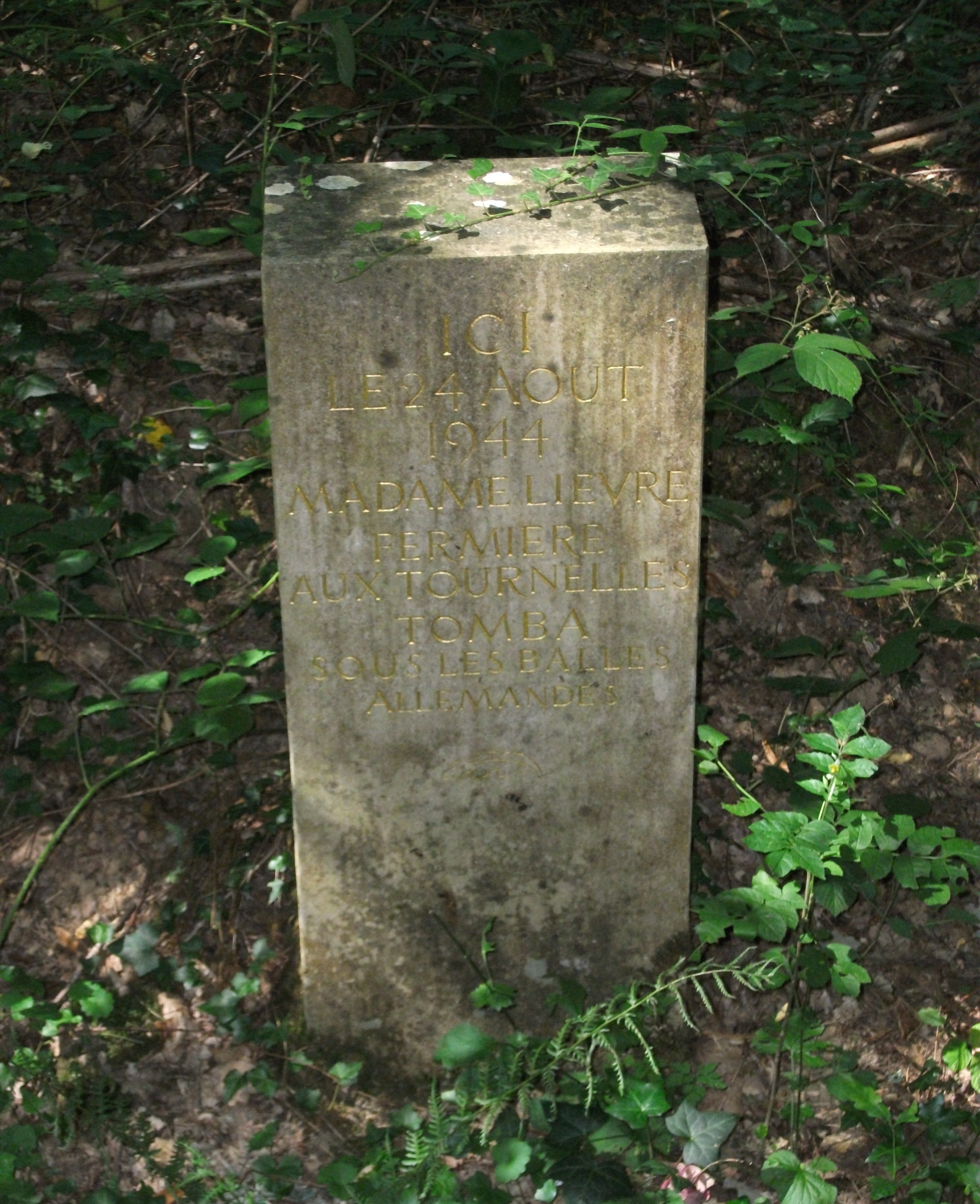
Stèle pour Mme Lièvre.

## Sources et références

### Sources
- Château de Laye sur cityzeum.com